# Asialoglycoproteinrezeptoren

Der Asialoglycoproteinrezeptor bindet den Galaktoserest, das Protein kann eingeschleust werden.

Asialoglycoproteinrezeptoren (ASGP-R) sind am natürlichen biologischen Abbau von Erythrozyten sowie von Glykoproteinen des Blutserums beteiligt.

## Funktion
Werden durch enzymatische Aktivität einer Neuraminidase im Blut Sialinsäure-Reste von Oligosaccharidketten von Zellwandproteinen (bzw. Glykoproteinen im Blutserum) abgespalten, wird dadurch die jetzt freie Oligosaccharidkette endständig. Asialoglykoproteinrezeptoren in der Zellwand erkennen die Galaktosereste und binden sie. Anschließend werden so markierte Zellen in Vesikel verpackt und der Endozytose (Zellverdauung) zugeführt. Dieser Vorgang wird Rezeptor-vermittelte Endozytose genannt.

## Vorkommen
Am Abbau von alternden Erythrozyten beteiligte Asialoglykoproteinrezeptoren kommen vor allem in Makrophagen der Milz vor, dagegen befinden sich die am Abbau von extrazellulären Glykoproteinen beteiligten Rezeptoren hauptsächlich in den Hepatozyten der Leber.